# Campionato asiatico e oceaniano maschile di pallavolo 1983
Il III campionato asiatico e oceaniano maschile di pallavolo si è svolto dal 23 novembre al 1º dicembre 1983 a Fukuoka, in Giappone. Al torneo hanno partecipato 11 squadre nazionali asiatiche ed oceaniane e la vittoria finale è andata per la seconda volta al Giappone.

## Gironi
Dopo la prima fase, le prime due classificate di ogni girone hanno acceduto al girone per il primo posto, la terza e la quarta classificata di ogni girone ha acceduto al girone per il quinto posto, le ultime due classificate nel girone A e l'ultima classificata nel girone B hanno acceduto al girone per il nono posto.
| Girone A                                                | Girone B                                         |
| ------------------------------------------------------- | ------------------------------------------------ |
| Cina Corea del Sud Hong Kong Kuwait Nepal Nuova Zelanda | Australia Giappone India Indonesia Taipei cinese |

## Classifica finale
| Classifica | Squadre       | Qualificazione               |
| ---------- | ------------- | ---------------------------- |
|            | Giappone      | Giochi della XXIII Olimpiade |
|            | Cina          |                              |
|            | Corea del Sud |                              |
| 4          | Taipei cinese |                              |
| 5          | India         |                              |
| 6          | Australia     |                              |
| 7          | Kuwait        |                              |
| 8          | Nuova Zelanda |                              |
| 9          | Indonesia     |                              |
| 10         | Hong Kong     |                              |
| 11         | Nepal         |                              |